# قمة البريكس 2022
قمة بريكس 2022 هي قمة البريكس السنوية الرابعة عشرة، وهي مؤتمر للعلاقات الدولية يحضره رؤساء دول أو رؤساء حكومات الدول الأعضاء الخمس البرازيل وروسيا والهند والصين وجنوب إفريقيا. كانت هذه هي المرة الثالثة التي تستضيف فيها الصين قمة البريكس بعد 2011 و2017. تم استضافة القمة عن طريق الفيديو كونفرنس.

## بريكس بلس
سابقا اعربت عدد من الدول عن اهتمامها بالانضمام إلى مجموعة البريكس مثل الأرجنتين وإيران التي تقدمت بطلبات للعضوية سابقًا، كما أبدت المملكة العربية السعودية وتركيا ومصر اهتمامًا بالانضمام خلال القمة.

## القادة المشاركون

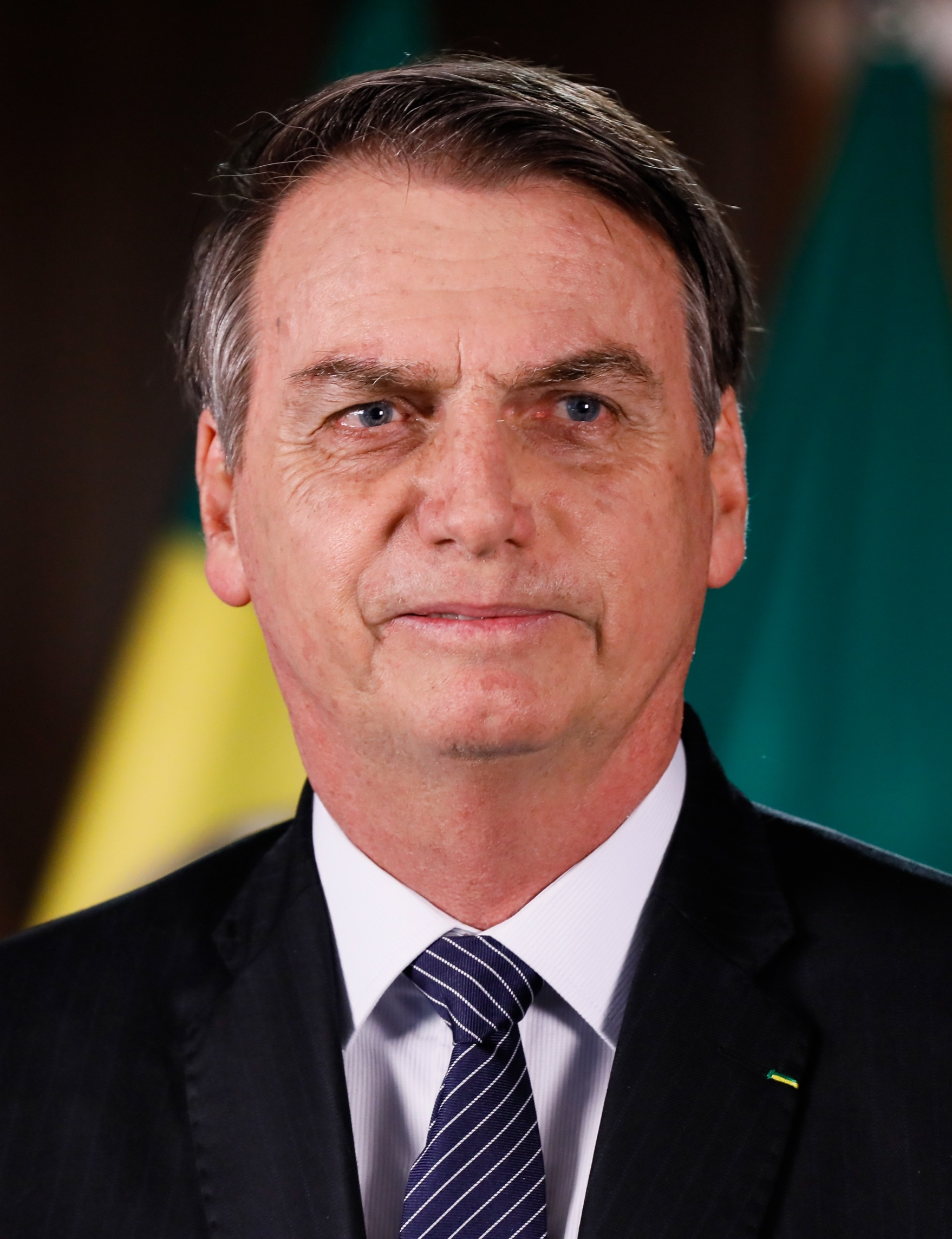
' جايير بولسونارو، الرئيس
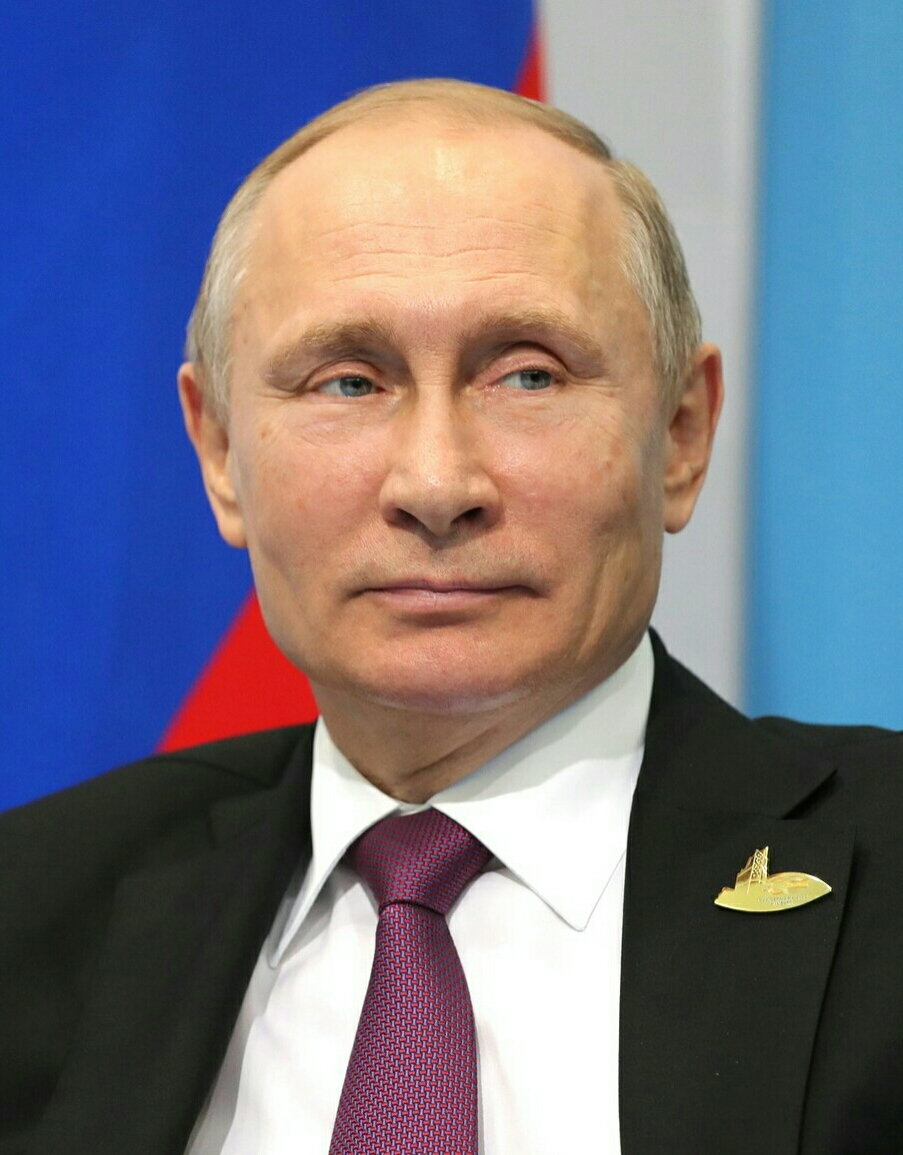
' فلاديمير بوتين، الرئيس
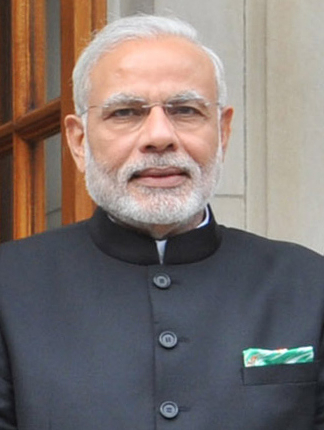
ناريندرا مودي، رئيس الوزراء
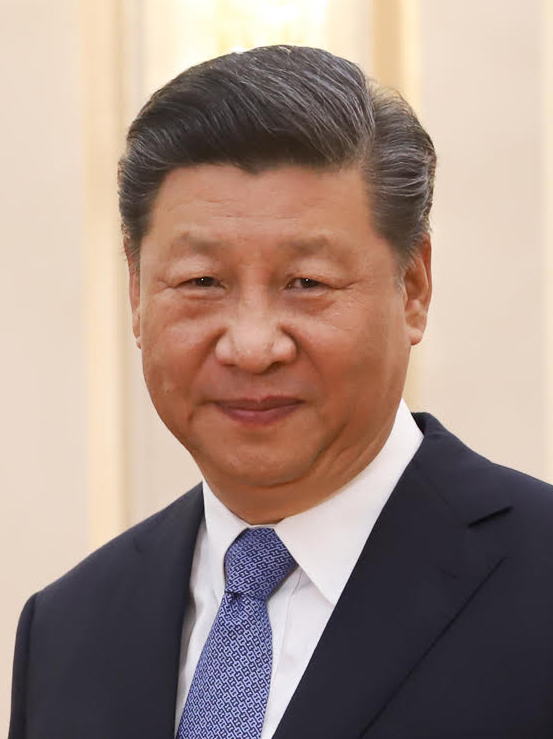
' شي جين بينغ، الرئيس (المستضيف)
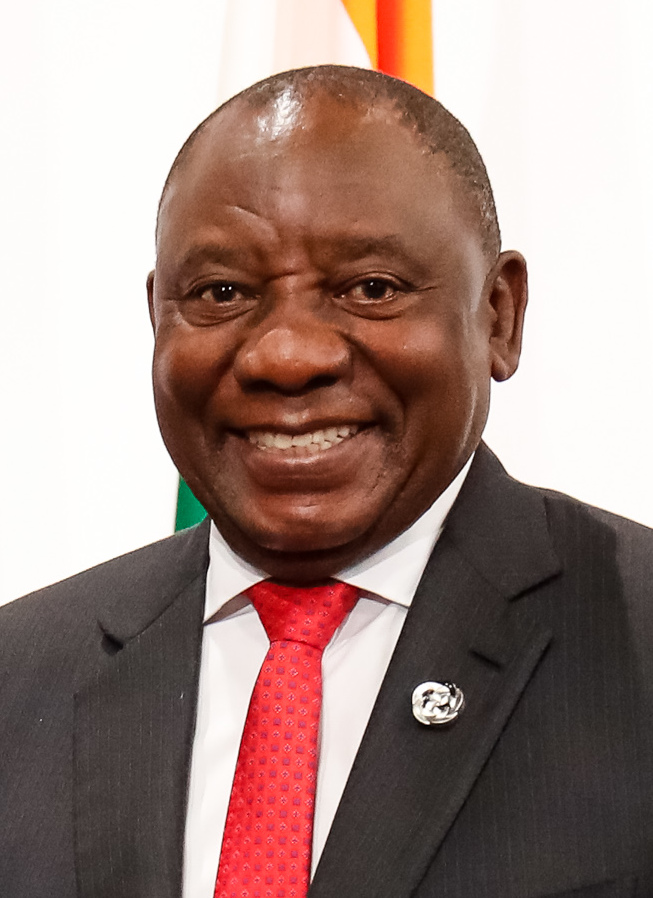
' سيريل رامافوزا، الرئيس

- البرازيل
جايير بولسونارو، الرئيس
- روسيا
فلاديمير بوتين، الرئيس
- الهند
ناريندرا مودي، رئيس الوزراء
- الصين
شي جين بينغ، الرئيس (المستضيف)
- جنوب إفريقيا
سيريل رامافوزا، الرئيس

## العملة الإحتياطية
كان التطور الرئيسي في القمة هو إنشاء عملة احتياطية جديدة من نوع السلة. العملة التي تتحدى الدولار الأمريكي، تجمع بين عملات البريكس ومدعومة بالمعادن الثمينة.

## روابط خارجية
- الموقع الرسمي